# أليسيا أوستين
أليسيا أوستين (بالإنجليزية: Alicia Austin)‏ هي رسامة وفنانة أمريكية، ولدت في 24 نوفمبر 1942 في بروفيدانس في الولايات المتحدة.

## وصلات خارجية
- الموقع الرسمي